# پاترک
پاترک (به انگلیسی: Patrak) یک منطقهٔ مسکونی در پاکستان است که در خیبر پختونخوا واقع شده‌است.